# Лоуч, Микаэла
Микаэла Лоуч (англ. Mikaela Loach; род 16 февраля 1998 года, Кингстон, Ямайка) — британская экоактивистка, студентка медицинского факультета Эдинбургского университета, борющаяся за климатическую справедливость в Эдинбурге. Номинирована на премию Global Citizen Prize: UK’s Hero Award. Вместе с Джо Беккер, Микаэла является сопродюсером, сценаристом и ведущим подкаста YIKES, посвященного изменению климата, правам человека и социальной справедливости.

## Биография
Микаэла Лоуч родилась на Ямайке и выросла в графстве Суррей, Великобритания. Позже переехала в Эдинбург для учёбы в университете. В настоящее время учится на 4 курсе Эдинбургского университета.

### Агитация
В 2019 году девушка стала членом экологического движения Extinction Rebellion (XR), а в октябре 2019 года отправился из Эдинбурга в Лондон, чтобы принять участие в протестах XR, с целью потребовать от политиков прислушаться к климатическому кризису и принять меры в связи с ним. Она вела дневник своих переживаний. На протесте XR в 2019 году Лоуч заперлась на сцене Extinction Rebellion Scotland в Шотландии примерно на 8 часов, пытаясь помешать полиции разогнать протест. Позже она и другие запертые протестующие добровольно освободились сами. Микаэла также сотрудничает с Climate Camp Scotland.
В беседе с BBC Микаэла Лоуч произнесла мотивационную речь:
«Я давно меняю свой образ жизни, чтобы попытаться стать более экологичным, но несколько месяцев назад я осознала, что не имеет значения, стану ли я веганом или буду безотходным, если правительство не будет ничего предпринимать. Нужны большие структурные изменения».
Лоуч заявляет, что она впервые начала ходить на марши, «когда несколько лет назад о кризисе с беженцами все говорили в новостях. Я серьёзно занялась правами мигрантов и беженцев и вызвалась добровольцем в лагерь в Кале.... Но однажды я осознала, что эти вещи действительно были взаимосвязаны: климатический кризис связан с кризисом беженцев, и оба они также связаны с расовой несправедливостью и наследием колониализма».
Через свои социальные сети и в качестве писателя для Eco-Age Лоуч выступает за экологическую и расовую справедливость, устойчивую моду и права беженцев. Она также была гостем нескольких подкастов, включая подкаст Андреа Фокс Age of Plastic и подкаст Good Ancestor Лейлы Саад. Лоуч выступал на конференции «Молодежь против углерода в Цюрихе». В 2020 году Лоуч вместе с Джо Беккер создал подкаст YIKES.
За свою активную деятельность Лоуч была внесена в список BBC «Женский час».